# Masebia
Masebia là một chi bướm đêm thuộc họ Erebidae.